# Securidaca speciosa
Securidaca speciosa är en jungfrulinsväxtart som beskrevs av John Julius Wurdack. Securidaca speciosa ingår i släktet Securidaca och familjen jungfrulinsväxter. Inga underarter finns listade i Catalogue of Life.